# Лапшинская (станция)
Лапшинская (бывшая Купцово) — железнодорожная станция Приволжской железной дороги на линии Балашов I — Петров Вал. 
Относится к Волгоградскому региону железной дороги.
Построена в 1893-94 гг. во время строительства Тамбовско-Камышинской железной дороги левом берегу р. Мокрая Ольховка. Названа по близлежащей немецкой колонии Обердорф (Купцево) Название Лапшинская дано по фамилии строителя дороги, Лапшинского Константина Ивановича. На станции находились зернохранилище на 25 тыс. пудов, частный хлебный склад на 25 тыс. пудов и нефтяной бак на 1500 пудов.
В 1969 г. перед вокзалом перезахоронено 9 советских воинов из с. Караваевка, погибших в период Сталинградской битвы. На братской могиле установлен монумент.
Линия не электрифицирована, пассажирское движение обслуживается тепловозами ТЭП70 приписки ТЧ Волгоград, грузовое движение практически отсутствует, вывоз грузов осуществляется на станцию Петров Вал тепловозами 2ТЭ10М и ЧМЭ3.
По станции проходит один пассажирский поезд 379/380 Москва-Камышин-Москва. 
На станции начинается подъездной путь большой протяжённости к газоперерабатывающему заводу в городе Котово.
По состоянию на 2024 год вся информация актуальна.